# IDG Capital
Fundada en Boston en 1992, IDG Capital es una firma de inversión y gestión de activos que se especializa en capital de riesgo, capital privado y fusiones y adquisiciones. La firma cuenta actualmente con oficinas en quince ciudades de todo el mundo, entre ellas Nueva York, Boston, Londres, Pekín, Shanghái, Hong Kong, Seúl y Hanói. 
La firma fue la primera firma de inversión global en ingresar a China en la década de 1990 y una de las primeras inversionistas de Baidu, Tencent, Xiaomi, Meituan y Qihoo 360. 
En enero de 2017, IDG Capital y China Oceanwide Holdings Group adquirieron International Data Group (IDG) y sus subsidiarias, International Data Corporation (IDC), IDG Communications e IDG Ventures. IDG Capital se convirtió en el accionista mayoritario de IDG Ventures. 
En marzo de 2017, IDG Capital completó la adquisición de una participación del 20 por ciento en el club de fútbol francés de la Ligue 1 Olympique Lyonnais por 100 millones de euros (105,38 millones de dólares). 
En 2019, según señaló Hurun Report, IDG Capital se encuentra entre los tres principales inversores en unicornios chinos, con 25 empresas de cartera que cotizan actualmente valoradas en más de mil millones de dólares. 